# 초음속기

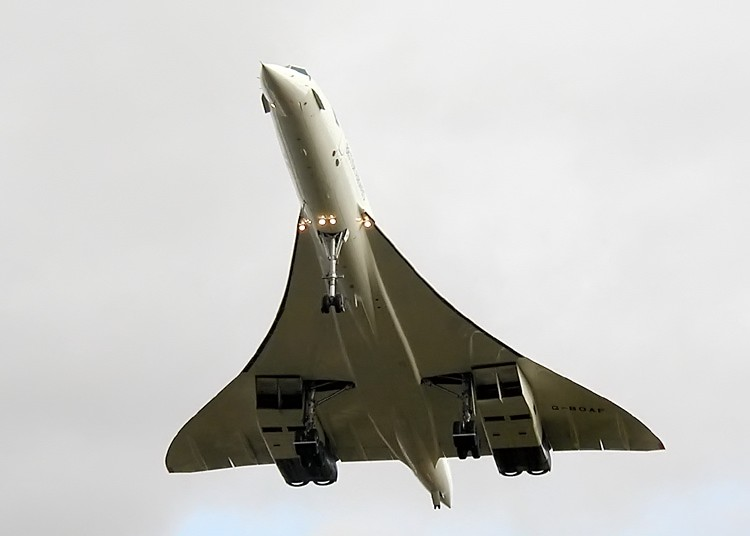

초음속기(超音速機, 영어: supersonic aircraft)는 음속(마하 1)을 넘는 비행기를 뜻하며 유명했던 여객기중 초음속기로서는 현재는 운행이 중단된 콩코드가 있었다.

## 같이 보기
- 초음속 운송기(en:Supersonic transport, SST) - 초음속 여객기 + 초음속 화물기 등